# Joritomo Minamoto
Joritomo Minamoto (japonsky 源 頼朝, Minamoto no Joritomo; 9. května 1147, Acutaku – 9. února 1199, Kamakura) byl zakladatel a první šógun Kamakurského šógunátu. Byl rovněž prvním šógunem v japonské historii. Vládl v letech 1192─1199. Jeho manželka Masako Hódžó (北条 政子, 1157─1225) působila po jeho smrti jako jeden z regentů (šikken).
Joritomo byl synem generála a hlavy rodu Minamoto Jošitoma Minamota. Patřil tedy k prestižní větvi rodu Seiwa Gendži. Poté co se mu podařilo prosadit se do pozice vůdce rodu Minamoto, stál v čele svého rodu v boji proti nepřátelskému rodu Taira a v roce 1180 zahájil Genpeiskou válku. Po pět let trvající občanské válce porazil rod Minamoto s konečnou platností 25. dubna 1185 síly rodu Taira v námořní bitvě u Dannoury. Joritomo Minamoto ustanovil nadřazenost samurajské kasty a sestavil první šógunátní vládu bakufu (幕府), čímž v Japonsku začalo období feudalismu, které trvalo až do 17. století. Šógunovým sídelním městem se stala Kamakura, zatímco císař nadále sídlil v hlavním městě Heian-kjó.

## Životopis

### Mládí

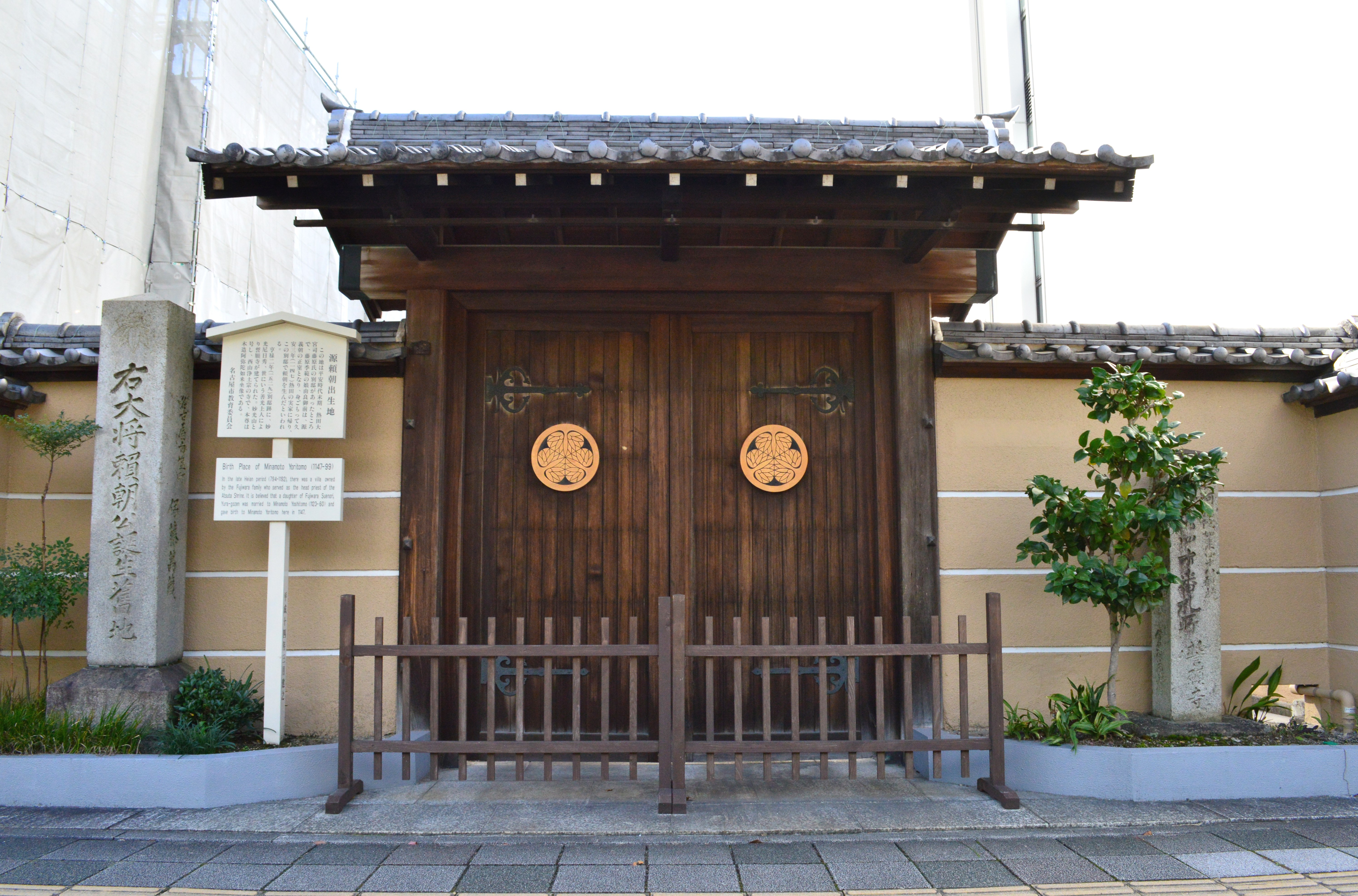
Brána chrámu Seigandži v Nagoji, místo bývalé rodinné vily a Joritomovo rodiště

Joritomo Minamoto byl třetím synem Jošitoma Minamota, vůdce větve Seiwa Gendži mocného rodu Minamoto a jeho ženy Jury-Gozen (由良御前, ?–1159), dcery Suenoriho Fudžiwary (1090─1155), velekněze svatyně Acuta a příslušníka mocného rodu  Fudžiwarů. Joritomo se narodil v rodinné vile v západní části svatyně Acuta v nagojské čtvrti Acuta-ku v provincii Owari, na jejímž místě se dnes nachází buddhistický chrám Seigandži. V době jeho narození byl hlavou rodu jeho dědeček Tamejoši Minamoto, jenž byl, stejně jako Joritomo i jeho otec Jošitomo, potomkem 56. císaře Seiwy.
Spory o následnictví na japonském Chryzantémovém trůnu se v roce 1156 vyhrotily v otevřenou válku. Na stranu takzvaného klášterního císaře Toby a jeho syna vládnoucího císaře Go-Širakawy se postavil první syn regenta Tadazaneho Fudžiwary Tadamiči spolu s tehdejší hlavou rodu Taira Kijomorim Tairou, zatímco na straně bývalého císaře Sutokua stál mladší syn Tadazaneho Fudžiwary Jorinaga. Tato občanská válka vešla do dějin jako Vzpoura Hógen.
Rod Minamotů se rozdělil. Hlava rodu Tamejoši Minamoto se postavil na stranu bývalého císaře Sutokua, avšak jeho syn Jošitomo (otec Joritoma Minamota) podporoval stejně jako Kijomori Taira klášterního císaře Tobu s jeho synem Go-Širakawou. Stoupenci vládnoucího císaře nakonec tuto občanskou válku vyhráli, z čehož profitovali Jošitomo Minamoto a Kijomori Taira. Jorinaga Fudžiwara byl v boji smrtelně zraněn a svému zranění podlehl a na bývalého císaře Sutokua bylo uvaleno domácí vězení. Tamejoši Minamoto byl na příkaz svého syna popraven, načež se Jošitomo stal hlavou rodu Minamoto a Joritomo jeho nástupcem. Nicméně oba mocné rody, Minamoto vedený Jošitomem Minamotem stejně jako Taira vedený Kijomorim Tairou, začaly postupně opět rozdělovat rozpory.
O čtyři roky později podporoval Kijomori Taira Mičinoriho Fudžiwaru, známého též jako Šinzei, zatímco Jošitomo Minamoto stál na straně Nobujoriho Fudžiwary. Oba Fudžiwarové byli poradci vzájemně soupeřící o větší vliv na císaře. Mezi soupeřícími válečnickými rody Taira a Minamoto se tak rozhořela krátká občanská válka známá jako Vzpoura Heidži. V lednu 1160 ovládli Minamotové vedení Jošitomem Minamotem a Nobujorim Fudžiwarou hlavní město Heian-kjó. Zajali při tom bývalého císaře Go-Širakawu i panujícího císaře Nidžóa a popravili Mičinoriho Fudžiwaru. Nebyli však po taktické stránce dobře připraveni, takže Tairové vedení Kijomorim Tairou převzali opět kontrolu nad Heian-kjó. Kijomori Taira nakonec Jošitoma Minamota porazil. Jošitomo byl na útěku z Heian-kjó zavražděn svým poddaným v provincii Owari. Jeho synové Tomonaga a Jošihira se rovněž stali oběťmi této války. Popravě neušel ani spojenec Jošitoma Minamota Nobujori Fudžiwara. Ušetřeni zůstali jen Jošitomovi čtyři nejmladší synové ─ 13letý Joritomo, 10letý Norijori, 8letý Marejoši a roční Jošicune.
Vítězný Kijomori Taira a jeho rod se stali nezpochybnitelnými vůdci Japonska. Kijomori Taira následně uvalil na poražené Minamoty a jejich spojence tvrdé sankce. Nejstaršího z ušetřených synů Jošitoma Minamota, 13letého Joritoma, který se stal novou hlavou rodu, Kijomori Taira ponechal na živu pouze na základě prosby své nevlastní matky, ale všechny Jošitomovy syny poslal do vyhnanství. Poté se zmocnil majetku Minamotů a nakonec stál u zrodu první ze čtyř samurajských vlád v dějinách feudálního Japonska.
Joritomo Minamoto dospíval ve vyhnanství. Přiženil se do rodu Hódžó, jehož hlavou byl Tokimasa Hódžó (1138─1215). Jeho dceru Masako (1157─1225) pojal Joritomo za ženu. Průběžně se mu dostávalo informací o dění v hlavním městě.

### Výzva ke vzpouře a genpeiská válka (1180–1185)

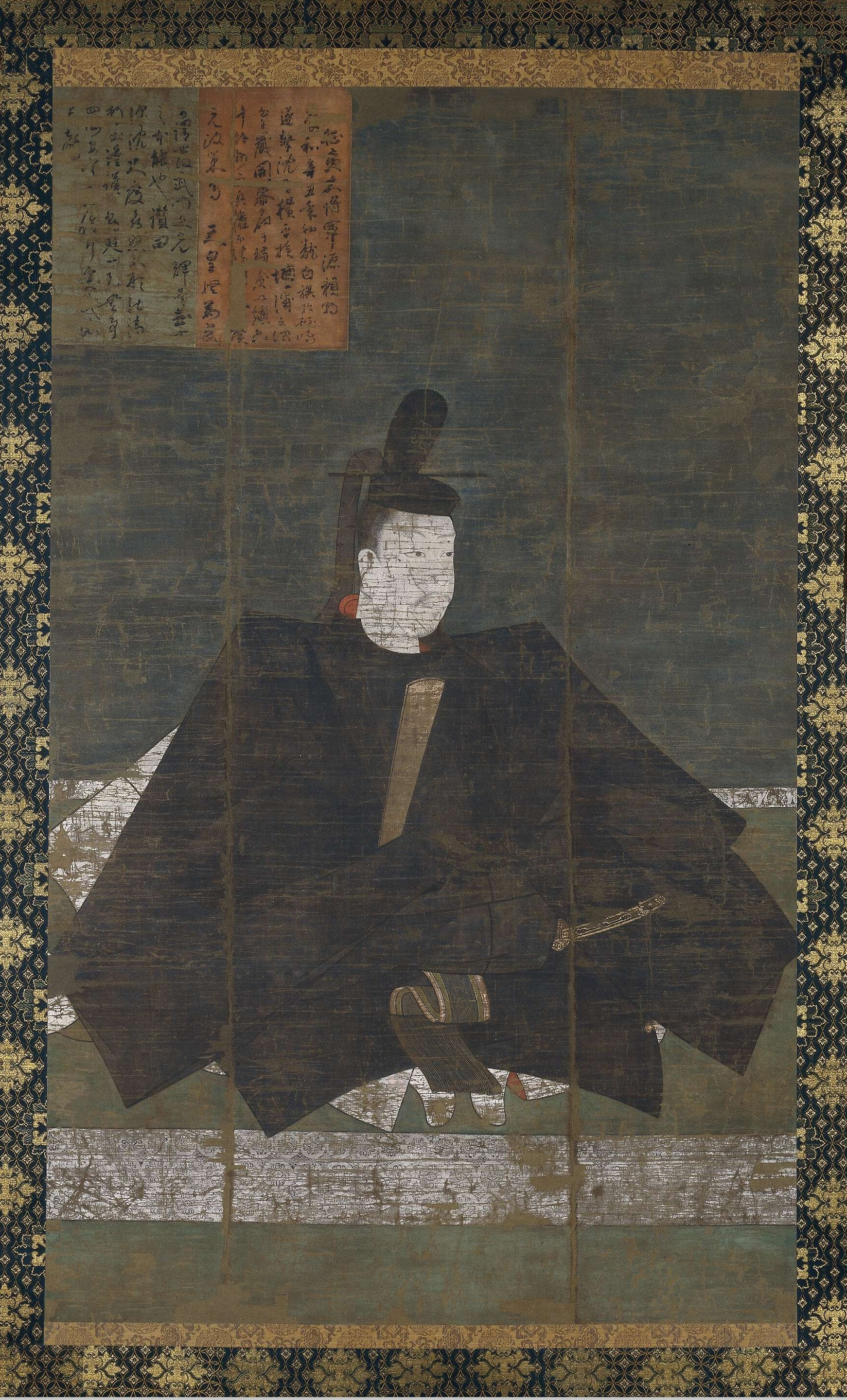
Joritomo Minamoto, malba na svitku z konce 14. století

Roku 1180 vyzval syn klášterního císaře Go-Širakawy princ Močihito († 1180) příslušníky rodu Minamoto v celém Japonsku, aby pozvedli své zbraně a vzbouřili se proti nadvládě rodu Taira. Joritomo Minamoto se k této výzvě přidal. Jeho aktivita se zvýšila zejména poté, co po smrti Jorimasy Minamota a samotného prince Močihita napětí mezi rody Taira a Minamoto ještě vzrostlo. Joritomo Minamoto se prohlásil za jediného dědice svého otce, a tedy za právoplatného vůdce rodu Minamoto a ustanovil za své sídlo Kamakuru v prefektuře Kanagawa ve východní části regionu Kantó na ostrově Honšú. Avšak ne všichni Minamotové považovali Joritoma za právoplatného vůdce rodu. Jeho strýc Jukiie a bratranec Jošinaka se proti němu spikli.
V září 1180 bylo nevelké vojsko, jemuž velel Joritomo Minamoto, poraženo tairskou armádou v bitvě u Išibašijamy, když tairský velitel Kagečika Óba provedl se svými 3000 muži nečekaný noční útok. Joritomovi muži si v této první velké bitvě svého velitele sice vedli velmi statečně, ale proti jedenáctinásobné přesile neměli naději. Joritomo uprchl do pohoří Hakone, kde se skrýval v Jugawaře a v Manazuru, poté se přesunul do Awy jižně od dnešního města Čiba ve stejnojmenné prefektuře. Následujících šest měsíců strávil budováním nové armády.
Kijomori Taira zemřel v březnu 1181. V té době již byl hlavou rodu Taira jeho druhý syn Munemori. Munemori Taira uplatňoval vůči Minamotům mnohem agresivnější politiku než jeho otec a během genpeiské války zaútočil na jejich základny. Joritomo Minamoto však byl v Kamakuře dobře chráněn. Jeho bratři Jošicune a Norijori porazili Tairy v několika bitvách, nedokázali však zabránit tažení Joritomova soupeře Jošinaky Minamota, který roku 1183 obsadil Heian-kjó a pronásledoval Tairy na západ. Ustupující Tairové s sebou odvezli nejen japonské císařské regálie, ale i teprve tříletého císaře Antokua. S pomocí klášterního císaře Go-Širakawy nahradili Minamotové uneseného Antokua jeho mladším bratrem Takahirou, známým později jako Go-Toba.
V letech 1181 až 1183 panovalo mezi Tairy a jimi ovládaným císařským dvorem a rodem Minamoto v podstatě příměří. Joritomo Minamoto tak získal dostatek času, aby si ve svém sídelním městě Kamakuře vybudoval při svém vojenském velitelství i vlastní vládu. Nakonec zvítězil nejen nad svým bratrancem Jošinakou, který se ho snažil připravit o vedení rodu, ale i nad rodem Taira, jenž utrpěl v bitvě u Dannoury 25. dubna 1185 zničující porážku. Joritomo Minamoto ustanovil nadřazenost samurajské kasty a sestavil první šógunátní vládu neboli bakufu. V Japonsku tak začalo období feudalismu, jež trvalo až do 17. století.

### Pozdější roky a smrt

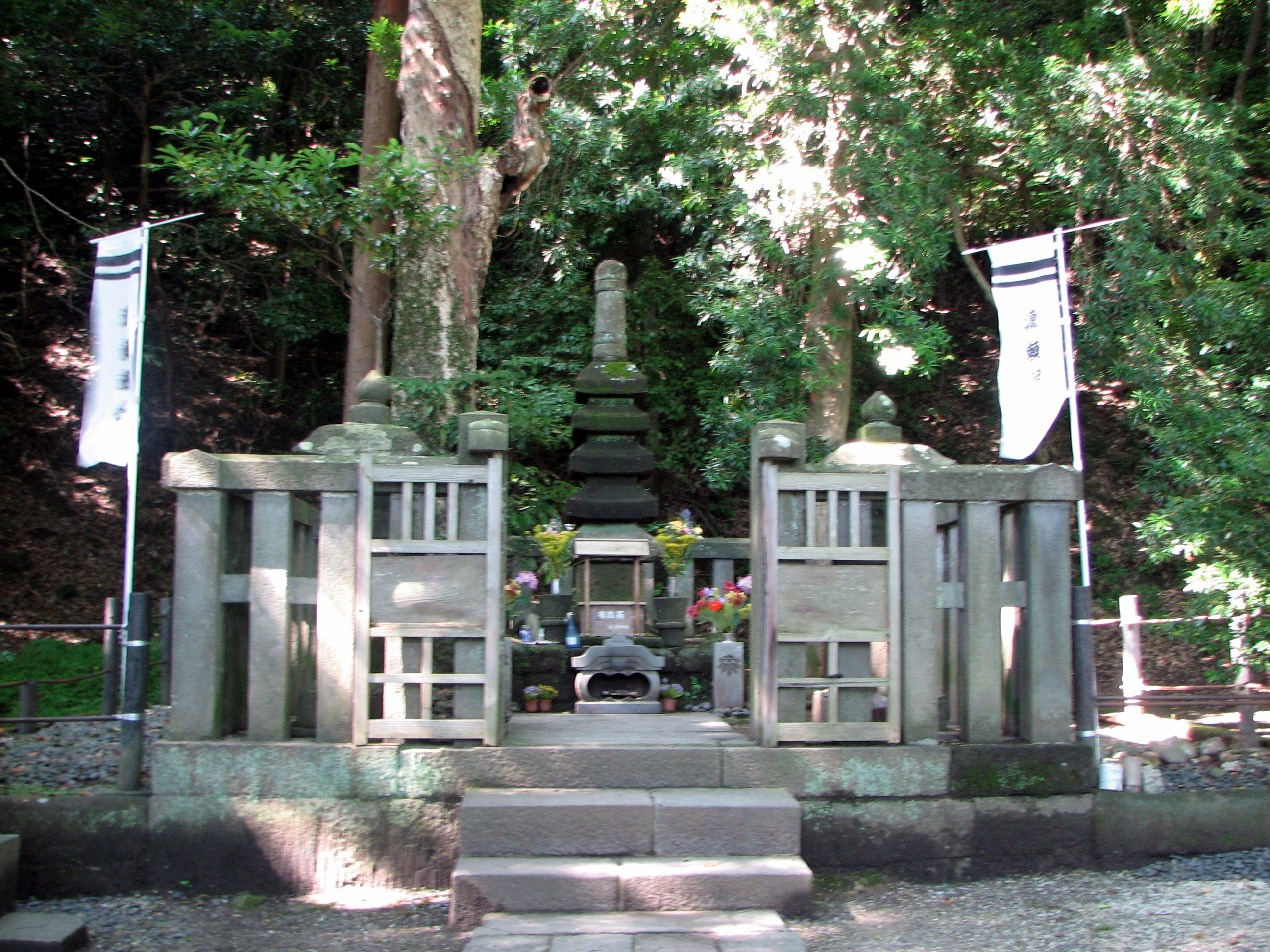
Kamenná pagoda v sousedství svatyně Širatata v Kamakuře je tradičně považována za hrob Joritoma Minamota.

Jak se Joritomo Minamoto dostal do mocenské pozice, začal se chovat pohrdavě a podkopávat autoritu klášterního císaře Go-Širakawy tím, že jmenoval své vlastní okresní správce a úředníky. Oslabil tak v okresech správní moc ústřední vlády.
V létě roku 1189 Joritomo napadl severní provincie Mucu a Dewa a podmanil si je. V prosinci 1190 se usadil v novém sídle v Rokuhaře v hlavním městě, jež bývalo hlavním sídlem rodu Taira. Poté co na jaře 1192 zemřel jeho starý soupeř císař Go-Širakawa, nestál už naplnění jeho nejctižádostivějších tužeb nikdo v cestě. Joritomo Minamoto si tak sám udělil titul šógun, což je zkrácenina titulu Sei-i Taišógun (征夷大将軍) neboli „vojevůdce, který bojuje proti barbarům“, jímž formálně postavil všechny feudální pány a vojenské velitele pod svoji přímou kontrolu. Vytvořil tak nový feudální stát, jehož centrem se stala Kamakura, zatímco Heian-kjó (Kjóto) získalo status „národního rituálního a ceremoniálního místa“.
V červnu 1193 uspořádal Joritomo Minamoto pro své gokenin neboli vazaly velkolepou loveckou událost v okolí hory Fudži nazvanou Fudži no Makigari. Dne 28. června, o poslední noci Fudži no Makigari, se uskutečnila takzvaná Pomsta bratrů Sogových, jež způsobila zmatek. Jedná se o jeden ze tří hlavních incidentů krevní msty (adauči) v Japonsku (spolu s Pomstou 47 róninů  a Pomstou ve městě Iga). Bratři Sukenari a Tokimune Sogovi vstoupili do příbytku, v němž byl ubytován vrah jejich biologického otce Sukecune Kudó, který byl účastníkem lovu, a zabili ho. Kromě něj zabili více než 10 dalších lidí, kteří se tam nacházeli. Sukenari Soga byl během této řeže zastřelen. Tokimune Soga poté zaútočil na sídlo Joritoma Minamota ve snaze šóguna zabít. Minamotův vazal Gorómaru Gošo jej však zneškodnil, čímž zabránil možnému pokusu o atentát na šóguna a celý masakr ukončil. Joritomo Minamoto pak Tokimuneho Sogu podrobil výslechu a následujícího dne jej nechal popravit.
V roce 1199 podstoupil Joritomo Minamoto svěcení na buddhistického mnicha a přijal buddhistické jméno Bukóšógendaizenmon (武皇嘯厚大禅門), načež opustil svůj domov. Dva dny nato zemřel. Bylo mu 51 let. 

## Rodina
Joritomo Minamoto měl asi 4 manželky, s nimiž zplodil 6 dětí, 4 syny a 2 dcery. Jeho prvorozeným synem byl 2. kamakurský šógun Joriie Minamoto (1182─1204). Jeho třetí syn Sanetomo Minamoto (1192─1219) se stal 3. kamakurským šógunem.

## Odkaz
Po Joritomově smrti se rod Hódžó, z něhož pocházela jeho manželka Masako, chopil v Kamakuře úřadu regenta, který byl oficiálním předsedou vlády, a zastával jej po celou dobu šógunátu až do roku 1333. 
Kamenná pagoda v sousedství svatyně Širatata v Kamakuře, která je tradičně považována za hrob Joritoma Minamota, se nachází nedaleko místa, kde stávalo Joritomovo sídlo, v němž se nacházel i úřad vlády šógunátu. 